# 렌카 피터슨
렌카 피터슨(Lenka Peterson, 1925년 10월 16일 ~ )은 미국의 텔레비전 배우, 영화배우, 연극 배우이다.
오마하에서 태어났다.

## 영화
- 치터스 (2000년)
- 라이브 와이어 (1992년)
- 법과 질서 (1990년)
- 부자 연습 (1987년)
- 드라그넷 (1987년)
- 라이프가드 (1976년)
- 코작 (1973년)
- 워싱턴의 늑대인간 (1973년)
- 호머 (1970년)
- 피닉스 시티 스토리 (1955년) - 마리 조 패터슨 역
- 거리의 공황 (1950년)